# Niels Meyn
Niels Gustav Meyn, född 11 december 1891 i Köpenhamn, död 15 april 1957 i Köpenhamn, var en dansk författare. Meyn debuterade 1910, samma år som han tog studenten, med en novell i tidningen Hjemmet. 1911 blev han filosofie kandidat och debuterade samma år i bokform med romanen Med luftskib til Mars (tillsammans med August Klingsey). Hans första egna roman Rejsen til Venus publicerades 1915. Fram till sin död i mitten av 1950-talet skrev han mer än 300 kriminalberättelser, om man räknar in de många historierna i så kallade krimihäften (kioskmagasin). Detta i sig var en imponerande produktion, men därtill skrev Meyn under mer än 30 olika pseudonymer (Charles Bristol var den mest kända och mest använda) samt anonymt även barnböcker, science fiction, djurböcker och facklitteratur. 

## Biografi
Meyn började som översättare åt Litteraturselskabet under 1900-talets första årtionde, men hade inte arbetat länge innan han upptäckte att det gick fortare att skriva berättelserna själv än att översätta dem. Det blev hans väg in i den kioskhäfteslitteratur som blomstrade i början av förra århundradet, och han bidrog till många av Litteraturselsskabets serier som annars mest bestod av översättningar, främst från tyskan. Kioskserierna Lord Kingsley och Fyrst Basil var bland hans första bidrag i kriminalgenren. Senare bidrog han bland annat under gruppseudonymen Peter Anker med berättelser till några av de stora danska kioskmagasinen, Betjent Ole Ny, Kurt Danner och Styrmand Rasmussen. Mest central är hans egen serie om Mystiske Mr. X., som kom ut i flera omgångar.
Vid sidan av detektivhäftena skrev han längre romaner, utgivna under olika pseudonymer (Gustav Hardner, Harold Chester, Richard Ørn med flera). Trots att Meyn ofta använde sig av äventyrsinslag vid en tid då kriminalromanen allmänt sett gick i riktning mot rationalism och vetenskaplighet eller den hårdkokta deckarens moralism, så har dessa historier något mera substans än de mera schablonartade berättelserna i deckarhäftena. Berättelserna i Record kompletterades av enkla självständiga bokutgåvor under eget namn – bland annat To Skud i Natekspressen (1944) – och under pseudonymen Charles Bristol bland annat av Ad skjulte veje (1933) och Bag lovens kulisser (1928). Ingen av dessa deckare har översatts till svenska och är svåra att få tag i på danska.
Meyn var journalist innan han blev författare och skrev hundratals artiklar till olika tidskrifter i främst populärvetenskapliga ämnen. Detta intresset satte också spår i den del av författarskapet som Meyn själv satte störst värde på, nämligen djurböckerna. Förutom i Danmark och Sverige utkom de också i Norge och Finland. En del översattes till tyska och utkom i Tyskland eller Österrike. Han fick ett visst anseende i Tyskland och inbjöds dit för att hålla föredrag. Djurböckerna är fiktion, men bygger på grundlig kunskap om djurs beteende. Meyn lade ner stort arbete på research hemma vid skrivbordet.
Mest skrev han pojkböcker och många av dem innehåller en blandning av äventyr och fantastik som attraherade pojkar i åldern innan tonåren. Litteraturkritiken har sällan haft något positivt att säga om Meyns böcker, med undantag för just hans barnböcker. Dessa innehåller ibland element från science fiction, men Meyn har också skrivit rena science fiction-historier med marsinvånare och flygande tefat. Serien om Jukan, utgiven under pseudonymen James Morris, handlar om en vit pojke som, likt Tarzan, vuxit upp i urskogen, men som så småningom får kontakt med andra vita män.
Meyns var medlem i nazistpartiet. Han skrev bland annat för deras dagstidning Fædrelandet, men kom i konflikt med partiet mot slutet av kriget och utträdde. Stämplad som nazist återvann Meyn aldrig sin ställning från före kriget, även om han några år efter kriget återintogs i den danska författarföreningen.
På många sätt hade Meyn en mera framträdande ställning i Sverige, där John Lorén gav ut många av hans berättelser, bland annat större delen av serien med Jack Lester i Alibimagasinet. Meyns död 1957 omtalades i flera svenska tidningar, men i stort sett inte alls i Danmark. 

## Pseudonymer använda av Niels Meyn
Peter Anker, Ellinor Bell, Patricia Bennett, Mary Bright, Charles Bristol, Harold Chester, Dick Danner, Jan Dorph, Phil Farwest, John D. Forster, Davis Gartner, George Griffith, Mary Hamilton, Gustav Harder, Carl Hardner, Gustav Hardner, Lisa Hill, Richard H. Hill, Richard M. Hill, Else Jensen, Erik Juul, Ole Klindt, Anne Lykke, Kai Lynæs, John Marling, Christel Marner, Ann Marshall, Jan Miller, James Morris, Jens Munk, Nikolaj Møller, Rex Nelson, David Parker, Ruth Parker, Andreas Rasmussen, Robert Sterling, Erik Tønder, Lili Werner, Richard Ørn.

## Svenska översättningar (urval)
- Niels Meyn (sannolikt utgavs några av nedanstående titlar under okänd pseudonym)
  - Äventyr i världsrymden: fantastisk framtidsberättelse (Åhlén & Åkerlund, 1919)
  - Det gyllene templet: fantastisk berättelse från Peru (översättning William Hällström, Thure Wahledow, 1919)
  - Riket i östern: äventyrsberättelse för ungdom (översättning Anna Söderberg, Lindblad, 1925)
  - Månlandet: berättelse för pojkar (översättning Einar Ekstrand, B. Wahlström, 1927)
  - Simba, djurens konung: en berättelse för ungdom om Afrikas vilda djur (översättning Ebba Nordenadler, B. Wahlström, 1930)
  - Atlantis' skattkammare: berättelse för ungdom (översättning Oscar Nachman, B. Wahlström, 1930)
  - Den försvunna staden: berättelse för pojkar (översättning Oscar Nachman, B. Wahlström, 1931)
  - Peter fribytare: berättelse för pojkar (översättning Oscar Nachman, B. Wahlström, 1932)
  - Tembo: en berättelse för ungdom om Afrikas elefanter (översättning Gustav Bolinder, B. Wahlström, 1933)
  - Olle klarar sig själv: berättelse för pojkar (översättning Oscar Nachman, B. Wahlström, 1933)
  - Huset bakom taggtråden: detektivroman (översättning Hjalmar Clason, B. Wahlström, 1934)
  - På äventyr med "Stormfågeln": berättelse för pojkar (översättning A. Bergström, B. Wahlström, 1936)
  - Professor Warnings hemlighet: detektivroman från mexikanska gränsen (översättning John Yckert, 1939)
  - Jack Lester som privatdetektiv: kriminalroman (översättning Richard Armas, 1940)
  - Stenrösets hemlighet (Stendyssens hemmelighed) (översättning Botvid Rundblad, Lindblad, 1943)
  - Kokain-klubben: detektivroman (Romanförlaget, 1943)
  - Guldlandet: en berättelse från forntiden (översättning Ingrid Rääf, Lindblad, 1944)
  - Kärleken bryter motståndet: romanen om Thelmas arv (Cirkelböcker, 1945)
  - Schejkens dotter: kärlek- och äventyrsroman (översättning Ragnar Landing, Favoritböcker, 1946)
  - Jorden runt på 80 timmar (Lindqvist, 1947)
  - Katakombens hemlighet: berättelse för käcka pojkar (översättning G. Edelberg, Lindblad, 1950)
  - Taggman: berättelse för ungdom om en igelkott (Mester Pind) (översättning Josef Almqvist, B. Wahlström, 1952)

- Som Peter Anker
  - Den osynliga flygmaskinen: detektivroman (Den usynlige flyver) (Romantidningen, 1944)
  - Mannen i rullstolen eller De försvunna guldtackorna: detektivroman (Manden i rullestolen) (Romantidningen, 1944)
  - Schejkens fånge (Romantidningen, 1945)
  - Räddad undan lågorna (Romantidningen, 1945)
  - Polisen jagar "Mullvaden": detektivroman (Romantidningen, 1945)
  - Bland spioner (Romantidningen, 1945)
  - Radio-kuppen: detektivroman (Romantidningen, 1946)
  - Det handlar om kärlek! (Romantidningen, 1946)

- Som Gustav Harder 
  - Skatan Klas: berättelse för ungdom om en skatas öden och äventyr (översättning Gustaf Lindwall, B. Wahlström, 1935)
  - Mickel räv: berättelse för ungdom om räven och andra djur (översättning Gustaf Lindwall, B. Wahlström, 1937)
  - Aquila: berättelse för ungdom om den stora örnen och andra rovfåglar (översättning Gustaf Lindwall, B. Wahlström, 1941)

- Som Anne Lykke
  - Tre flickor på äventyr: berättelse för flickor (översättning Ebba Nordenadler, B. Wahlström, 1925)
  - Cowboy-Kitty: berättelse för flickor (översättning Kerstin Wenström, B. Wahlström, 1926)
  - Cowboyprinsessan: berättelse för flickor (översättning Ebba Nordenadler, B. Wahlström, 1927)
  - Fröken detektiv: berättelse för flickor (översättning Einar Ekstrand, B. Wahlström, 1930)
  - "Lillgåsen: berättelse för flickor (översättning Kerstin Wenström, B. Wahlström,1931)

- Som James Morris
  - Jukan (?) (översättning Mauritz Asplund, Lindqvist, 1950)
  - Jukan, pumans broder (Jukan, pumaens broder) (översättning Ernst Ekvall, Lindqvist, 1950)
  - Jukan i den vita staden (Jukan i den hvide stad) (okänd översättare, Lindqvist, 1950)
  - Jukan i giganternas rike (Jukan i giganternes rige) (okänd översättare, Lindqvist, 1951)
  - Jukan i Rio de Janeiro (Jukan i Rio de Janeiro) (översättning Astrid Borger, Lindqvist, 1951)
  - Jukan vid guldvulkanen (Jukan og guldvulkanen) (översättning Ernst Ekvall, Lindqvist, 1952)
  - Jukan på Atomön (Jukan paa atomøen) (översättning Ernst Ekvall, Lindqvist, 1952)
  - Jukan i dimmornas land (?) (översättning Kärstin Hellsten, Lindqvist, 1952)
  - Jukan i riket under jorden (Jukan i riget under jorden) (översättning Kärstin Hellsten, Lindqvist, 1952)
  - Jukans äventyr i Sargassohavet (?) (översättning Kärstin Hellsten, Lindqvist, 1952)
  - Jukan och luftpiraterna (?) (översättning Kärstin Hellsten, Lindqvist, 1952)
  - Jukan och öknens gåta (?) (okänd översättare, Lindqvist, 1953)
  - Jukans återkomst (?) (översättning Kärstin Hellsten, Lindqvist, 1953)
  - Jukan och Atlantisfolket (Jukan og det svundne Atlantis) (översättning Kärstin Hellsten, Lindqvist, 1953)
  - Jukan och urskogens gåta (?) (okänd översättare, Lindqvist, 1953)
  - Jukan och atomraketen (Jukan og atomraketen) (översättning Gemma Funtek-Snellman, Lindqvist, 1954)
  - Jukan i Stanleys fotspår (?) (översättning Gemma Funtek-Snellman, Lindqvist, 1954)
  - Jukan och ”Jordens tvillingsyster” (?) (okänd översättare, Lindqvist, 1955)